# Макаров Василь Омелянович
Василь Омелянович Макаров (27 лютого 1903, Москва — 1 вересня 1975, Москва) — радянський військовий політпрацівник, генерал-лейтенант (20.04.1944). Депутат Верховної ради РРФСР 3-го скликання. Депутат Верховної ради СРСР 2-го скликання.

## Життєпис
Народився в родині робітника. З березня 1919 до березня 1920 року — чорнороб Московської металічної фабрики «Г. і Ко Екштейн». З березня 1920 до березня 1922 року працював бракувальником 2-ї державної фабрики масового виробництва в Москві.
У лютому 1922 — вересні 1926 року — слухач Пречистенського робітничого факультету в Москві.
У вересні 1926 — квітні 1930 року — студент Московського промислово-економічного інституту.
Член ВКП(б) з грудня 1928 року.
У листопаді 1930 — вересні 1933 року — аспірант Московського промислово-економічного інституту.
У вересні 1933 — квітні 1937 року — викладач Московського інституту радянської кооперативної торгівлі.
У квітні 1937 — лютому 1938 року — секретар партійного комітету Московського інституту радянської кооперативної торгівлі.
У лютому — квітні 1938 року — завідувач агітаційно-пропагандистського відділу Ленінградського районного комітету ВКП(б) міста Москви.
У квітні — серпні 1938 року — 1-й секретар Совєтського районного комітету ВКП(б) міста Москви.
У серпні 1938 — квітні 1939 року — заступник завідувача планово-фінансово-торговельного відділу ЦК ВКП(б).
У квітні 1939 — грудні 1940 року — 3-й секретар Московського міського комітету ВКП(б).
У грудні 1940 — серпні 1941 року — заступник народного комісара державного контролю СРСР.
У серпні — листопаді 1941 року — член Військової ради Брянського фронту.
У листопаді 1941 — 24 квітня 1944 року — начальник політичного управління Західного фронту.
24 квітня 1944 — 9 липня 1945 року — член Військової ради 3-го Білоруського фронту.
9 липня 1945 — лютий 1946 року — член Військової ради Барановицького військового округу.
У лютому — квітні 1946 року — член Військової ради Білоруського військового округу.
У квітні 1946 — січні 1947 року — член Військової ради Групи радянських окупаційних військ у Німеччині.
У листопаді 1946 — січні 1947 року — член Військової ради Радянської військової адміністрації в Німеччині.
У січні 1947 — червні 1948 року — заступник командувача Групою радянських окупаційних військ у Німеччині з політичної частини — заступник головнокомандувача Радянської військової адміністрації в Німеччині з політичної частини.
У листопаді 1948 — 1950 року — заступник начальника Головного політичного управління Збройних сил СРСР.
До 13 червня 1950 року — 1-й заступник завідувача Адміністративного відділу ЦК ВКП(б).
13 червня — 30 грудня 1950 року — завідувач Адміністративного відділу ЦК ВКП(б).
31 грудня 1950 — 26 серпня 1951 року — заступник міністра державної безпеки СРСР з кадрів.
У серпні 1951 — січні 1952 року — в розпорядженні ЦК ВКП(б).
У січні 1952 — вересні 1955 року — заступник начальника Управління вищих військово-навчальних закладів Військового міністерства СРСР (Міністерства оборони СРСР) з політичної частини.
У вересні — грудні 1955 року — в розпорядженні Головного політичного управління Міністерства оборони СРСР.
У грудні 1955 — серпні 1956 року — заступник начальника Військово-топографічного управління Генерального штабу Міністерства оборони СРСР з політичної частини.
У серпні — листопаді 1956 року — в розпорядженні Головного політичного управління Міністерства оборони СРСР.
У листопаді 1956 — липні 1962 року — заступник начальника військового факультету Московського фінансового інституту з політичної частини.
З липня 1962 року — на пенсії в Москві.
Помер 1 вересня 1975 року, похований на Новодівочому цвинтарі Москви.

## Військові звання
- бригадний комісар (1941)
- генерал-майор (6.12.1942)
- генерал-лейтенант (20.04.1944)

## Нагороди
- орден Леніна (24.06.1948)
- два ордени Червоного Прапора (2.01.1942; 23.9.1943)
- орден Суворова І ступеня (19.04.1945)
- орден Кутузова І ступеня (29.07.1944)
- орден Вітчизняної війни І ступеня
- орден Червоної Зірки
- орден Трудового Червоного Прапора (13.07.1940)
- ордени Польської Народної Республіки
- медаль «За перемогу над Німеччиною у Великій Вітчизняній війні 1941—1945 рр.» (1945)
- медалі